# 克勒舍爾鎮區 (明尼蘇達州卡內貝克縣)
克勒舍爾鎮區（英語：Kroschel Township）是位於美國明尼蘇達州卡內貝克縣的一個行政鎮區。

## 歷史
克勒舍爾鎮區得名自早期定居者赫曼·克勒舍爾（Herman Kroschel）。

## 地方資料
克勒舍爾鎮區的面積為93.35平方千米，當中陸地面積為89.56平方千米，而水域面積為3.79平方千米。根據2020年美國人口普查的數據，當地共有人口187人，而人口密度為每平方千米2人。